# Backdraft (musikgrupp)
Backdraft är ett hårdrockband från Stockholm, som bildades 1997, och ibland klassificeras som sydstatsrock. Bandet har släppt tre fullängdsalbum och har turnerat både i Sverige och Europa. Bland bandets influenser finns classic rock-band som ZZ Top, AC/DC och Lynyrd Skynyrd men även country, bluegrass, blues och heavy metal.

## Historia
Backdraft bildades 1997
av sångaren Jonas Åhlén (tidigare i thrash metal-bandet Anticipation) och vänsterhänte gitarristen Robert Johansson, varefter trummisen Fredrik Liefvendahl, (som senare gick med i Grand Magus och Abramis Brama), och en andra gitarrist, David Nordlander, samt basisten Anders Sevebo (tidigare i Blue Matter, senare in Cellout) anslöt.
Bandet kallade sig först Morningwood, och spelade in en trespårs-demo 1998, innan de bytte namn till Backdraft. Året därpå blev Peter Tuthill (senare i Construcdead och Carnal Forge) ny basist, innan bandet hittade en stabil sammansättning sommaren 2000, med trummisen Niklas Matsson och basisten Mats Rydström.
Backdrafts debutalbum Here to Save You All spelades in med producenten Per Wikström och släpptes efter att bandet uppträtt vid 2001 års Sweden Rock Festival. Senare under året turnerade Backdraft både i Sverige och Europa
Efter interna konflikter lades bandet på is 2003 och uppstod efter ett tag som Odin Grange, med sångaren Greg Strzempka från det amerikanska southern rock-bandet Raging Slab. Detta band gjorde inga officiella inspelningar men en kortare Europaturné våren 2004. Senare skulle både bandets basist och trummis gå med i Raging Slab för en Europaturné och inspelning av ett ännu osläppt album.
Backdraft återförenades därefter med originalsångaren Jonas Åhlén och släppte 2007 ett andra album, The Second Coming, som följdes upp av This Heaven Goes To Eleven 2011, båda utgivna av det svenska bolaget GMR Music. 
I slutet av 2008 slutade originalgitarristen David Nordlander, som efterträddes av  Jon Sundberg från Babylon Bombs. Samtidigt hade gitarristen Robert Johansson gått med i Abramis Brama vid sidan av Backdraft.
I februari 2012, släpptes albumet Loud Feathers där Backdrafts trummis, Niklas Matsson, och basist, Mats Rydström, spelar tillsammans med Pontus Snibb från banden Bonafide (vilka Niklas också är medlem av) och Jason & The Scorchers.

## Medlemmar
Nuvarande medlemmar
- Jonas Åhlén – sång (1997–2003, 2007– )
- Robert Johansson – gitarr (1997– )
- Niklas Matsson – trummor (2000– )
- Mats Rydström – basgitarr (2000– )
- Jon Sundberg – gitarr (2008– )

Tidigare medlemmar
- David Nordlander – gitarr (1997–2008)
- Anders Sevebo – basgitarr (1997–1999)
- Peter Tuthill – basgitarr (1999–2002)
- Fredrik Liefvendahl – trummor (1997–2000)
- Greg Strzemka – sång (2003–2007)

## Diskografi
Studioalbum
- Here To Save You All (2001, Lunasound Recording)
- The Second Coming (2007, GMR Music)
- This Heaven Goes To Eleven (2011, GMR Music)

Samlingar (div. artister)
- Serie Z Festival (IndyRock, 2002)
- The Mighty Desert Rock Avengers (People Like You Records, 2002)
- Sucking the 70s (Small Stone Records, 2002)
- Riff-Raff 2000-2003 (Rocket Records, 2003)
- GoDIY Scandinavia (GoDIY Records, 2011)